# Stutz Motor Car of America

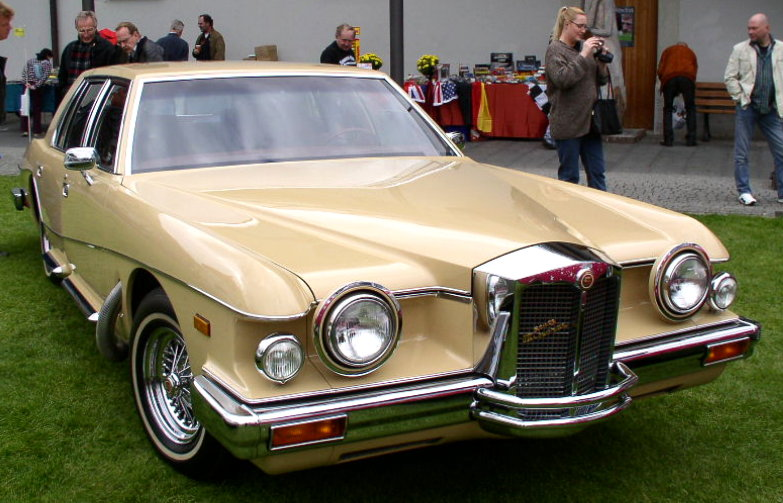
Stutz IV-Porte

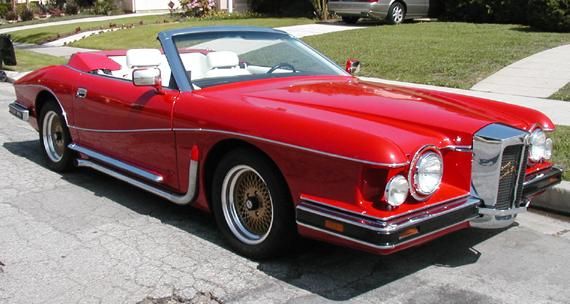
Stutz Bearcat

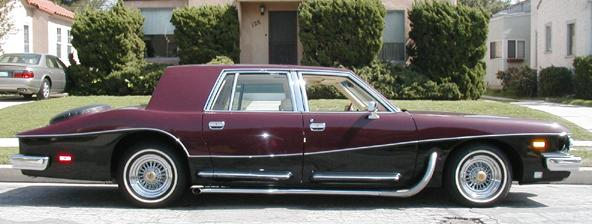
Stutz Victoria

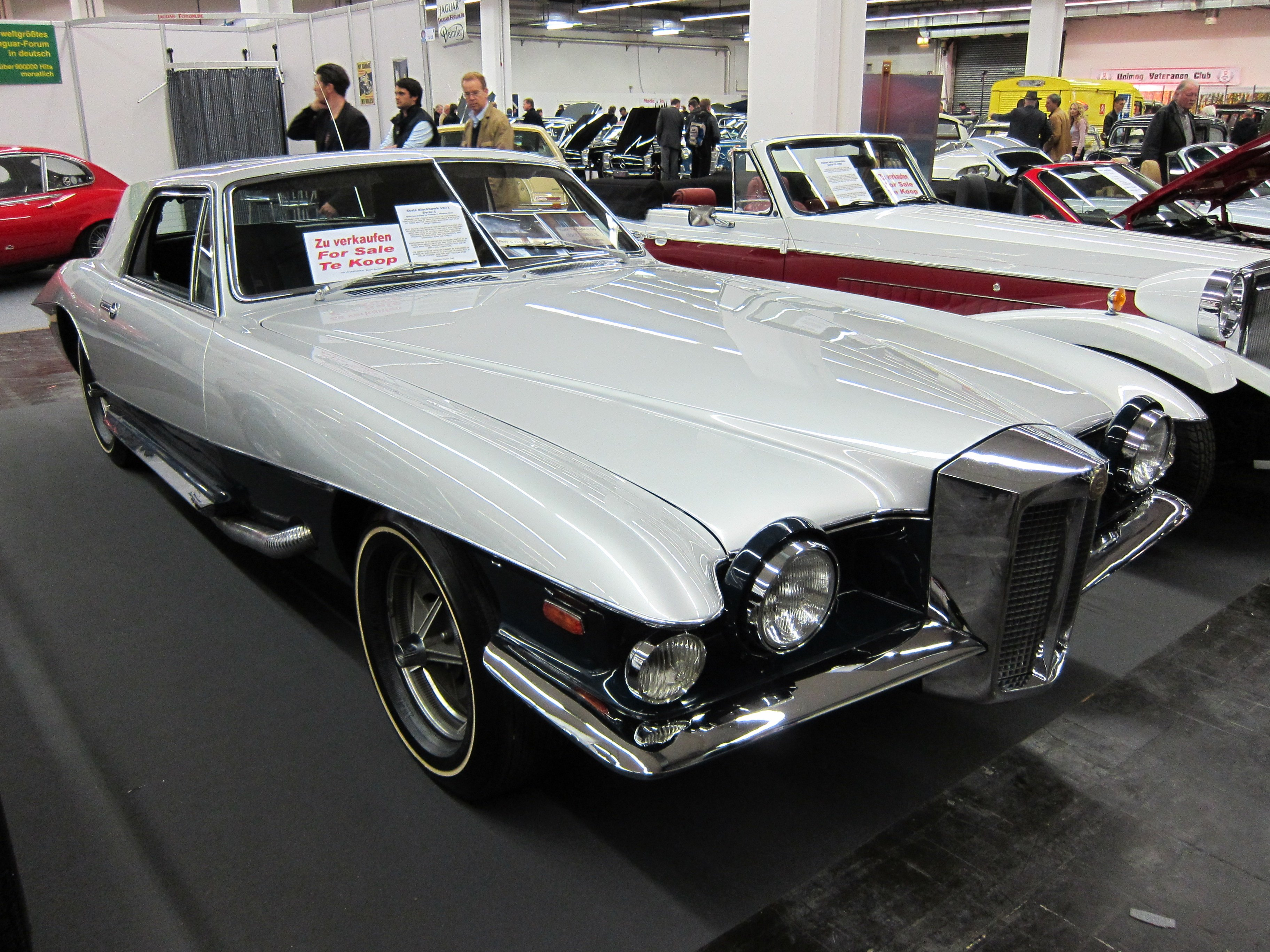
Stutz Blackhawk w Niemczech

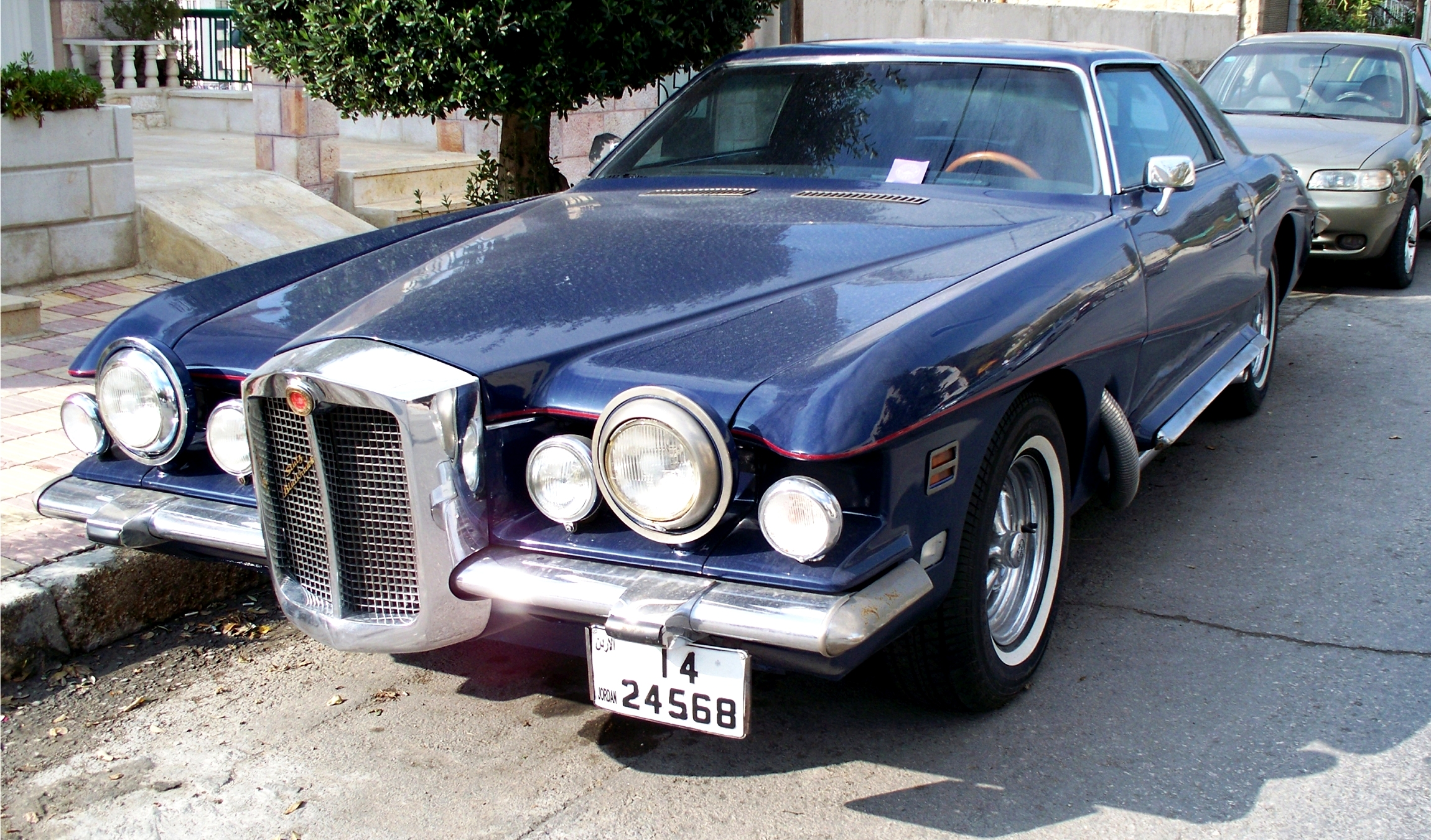
Stutz Blackhawk w Jordanii

Stutz Motor Car of America – amerykański producent neoklasycznych samochodów osobowych i SUV-ów z siedzibą w Indianapolis działający w latach 1968–1995.

## Historia
Pod koniec lat 60. XX wieku amerykański projektant Virgil Exner we współpracy z zapewniającym fundusze zamożnym nowojorskim bankowcem James O'Donnellem podjęli decyzję o przywróceniu na rynek dawnej marki samochodów Stutz, którą wcześniej w latach 1911–1935 stosowało przedsiębiorstwo Stutz Motor Company do momentu upadłości. Nowa firma o pełnej nazwie Stutz Motor Car of America podobnie jak protoplasta obrała siedzibę w mieście Indianapolis w stanie Indiana i za cel obrała rozwój luksusowych, niszowych samochodów osobowych.
Prace nad pierwszym samochodem reaktywowanej marki Stutz prowadzono przez kolejny rok od powstania firmy, kończąc je w grudniu 1969 roku. Ich efektem było przedstawione w 1971 roku awangardowo stylizowane, neoklasyczne luksusowe coupe o nazwie Blackhawk. Samochód zdobył popularność nie tylko dzięki awangardowemu wzornictwu i cenie kwalifikującej go jako najdroższy nowy amerykański samochód w latach 70. XX wieku, ale i zdobyciu uwagi ze strony ówczesnych amerykańskich ludzi ze świata showbiznesu - pierwszym słynnym właścicielem dwóch egzemplarzy Stutza Blackhawka był Elvis Presley.

### Popularność
W latach 70. XX wieku Stutz rozpoczął systematycznie rozbudowywać swoją ofertę o ściśle limitowane, budowane na zamówienie luksusowe samochody. Szczególnie ważnym była przedstawiona w 1979 roku limuzyna Stutz IV-Porte, która posłużyła za bazę do limitowanych modeli o jeszcze bardziej krótkoseryjnym charakterze. Pojazdy te zdobyły szczególne uznanie wśród ówczesnych władców państw Maghrebu i Lewantu: wśród nabywców neoklasycznych limuzyn znaleźli się m.in. król Maroka Hasan II, król Arabii Saudyjskiej Fahd ibn Abd al-Aziz Al Su’ud, szachinszach Iranu Mohammad Reza Pahlawi czy Emir Kuwejtu Dżabir as-Sabah. Dwa egzemplarze wyprodukowano także na zamówienie znanego z kolekcjonowania rzadkich samochodów Sułtana Brunei, Hassanala Bolkiaha.
James D. O'Donnell osobiście angażował się w proces sprzedaży samochodów Stutz, finalizując transakcje nie tylko w rodzimych Stanach Zjednoczonych, ale i w krajach Europy jak Anglii, Niemczech czy Francji. Założyciel firmy w swoim sprawozdaniu wyliczył, że w tym celu odbył łącznie przeszło 60 podróży służbowych. Co więcej, wizerunek firmy jako producenta produktów drogich, limitowanych, luksusowych i budowanych na ścisłe zamówienie umocniła dużą popularność wśród wielu amerykańskich postaci showbiznesu - oprócz Elvisa Presleya, modele firmy nabyli w latach 70. i 80. między innymi Frank Sinatra, Debbie Reynolds, Liberace, Lucille Ball czy Dean Martin.
W 1984 roku Stutz opracował pierwszego w swojej historii SUV-a w postaci linii modelowej neoklasycznych modeli Defender, Gazelle i Bear opartych na Chevrolecie Suburbanie.

### Schyłkowy okres
Schyłkowy okres działalności Stutz Motor Car of America przyniosła rezygnacja ze stanowiska dyrektora oraz prezesa firmy, którą po 20 latach w 1988 roku złożył założyciel i pomysłodawca James D. O'Donnell. Dwa lata później, w 1990 roku, znajdując się wówczas w podeszłym wieku, całkowicie wycofał się on z przedsięwzięcia i sprzedał on swoje udziały. Pod tą postacią firma przez kolejne 2 lata produkowała jeszcze jedyny wówczas model Bearcat, po czym w 1995 roku całkowicie zakończyła ona działalność i zniknęła z rynku.

## Modele samochodów

### Historyczne
- Duplex (1972–1974)
- Blackhawk (1971–1987)
- IV-Porte (1979–1981)
- Royale (1979–1981)
- Defender (1984)
- Gazelle (1984)
- Bear (1984)
- Diplomatica (1981–1985)
- Victoria (1984–1987)
- Bearcat (1979–1992)